# Djenebou Sacko
Pour les articles homonymes, voir Sacko.
Djenebou Sacko, née le 12 juin 1990 à Bamako, est une joueuse malienne de basket-ball.

## Carrière
Elle remporte le Championnat d'Afrique féminin de basket-ball des 18 ans et moins en 2008.
Avec l'équipe du Mali féminine de basket-ball, elle est cinquième du Championnat d'Afrique 2015 et vainqueur des Jeux africains de 2015.